# Nationalstraße 3 (Taiwan)
Die Nationalstraße 3 (chinesisch 國道三號, Pinyin Guódào sān hào) der Republik China (Taiwan), auch als Formosa-Autobahn (福爾摩沙高速公路,  Fúěrmóshā gāosù gōnglù) bekannt (engl. National Freeway 3 oder Formosa Freeway 3), ist eine Autobahn in Taiwan. Die Autobahn ist mit 431 Kilometern die längste Autobahn des Landes, von Keelung im Norden über Taipeh und anderen großen Städten entlang der Westküste bis Linbian im Landkreis Pingtung im Süden Taiwans. Die Autobahn verläuft über fast die gesamte Länge parallel zur Autobahn .

## Straßenbeschreibung
Die Nationalstraße 3 beginnt in der Hafenstadt Keelung mit 2 × 3 Fahrspuren und verläuft dort parallel zur Nationalstraße 1. Dann kreuzt sie östlich von Taipeh die Nationalstraße 1, welche dann nördlich und westlich an Taipeh vorbei führt und somit eine Umfahrung der Stadt bildet. Die Nationalstraße 3 führt hingegen im Osten an Taipeh vorbei, wo sie die Autobahn 5 kreuzt, der nach Osten in Richtung Yilan an der Küste gegen Süden verläuft. Die Nationalstraße 3 hat entlang von Taipeh 2 × 3 Fahrspuren und verläuft etwas außerhalb der Stadt durch bewaldete und bergige Gegend und weist im Verlauf eine Reihe von Autobahn-Tunneln auf. Nach Anschluss der Provinzstraße 64 hat die Straße 2 × 4 Fahrstreifen und folgt einem Tal durch Vororte von Taipeh. In der Nähe von Taoyuan wird die Autobahn 2 überquert, die nach Taoyuan und zum Flughafen Taipeh führt.
Danach verfügt die Autobahn über 2 × 3 Fahrspuren und führt in Richtung Südwesten durch eine hügelige Gegend. Bei Baoshan kreuzt die Nationalstraße 3 zum zweiten Mal die Nationalstraße 1 und verläuft entlang der Küste in Richtung Zhunan. Die Autobahn hat auf den Langstrecken 2 × 3 Fahrstreifen und durchläuft ein agrarisches Gebiet mit zahlreichen kleinen Städten. Nordwestlich von Taichung überquert man den Nationalstraße 4, eine kurze Ost-West-Autobahn nördlich der Stadt Taichung. Die Nationalstraße 3 führt durch das große Hafengebiet westlich von Taichung, während die parallel verlaufende Nationalstraße 1 Taichung Stadt verbindet. Südwestlich von Taichung wird die Nationalstraße 1 zum dritten Mal überquert und danach verläuft der Nationalstraße 3 etwas weiter im Landesinneren durch bergiges Gelände und weite Täler.
Südlich von Taichung wird die Nationalstraße 6, die Richtung Puli läuft, überquert. Die Straße kreuzt in diesem Bereich eine Reihe von Flussbetten mit großen Felsen. Dann folgen entlang der Strecke kleinere Städte wie Chiayi. Auch hier weist die Straße durchgängig 2 × 3 Fahrspuren auf. Die Autobahn verläuft danach im Osten des Stadtgebiets von Tainan. Dann kreuzt man den Nationalstraße 8, eine kurze Ost-West-Autobahn im Norden von Tainan. In der Gegend um den nördlichen Teil der Stadt Kaohsiung führt die Autobahn durch die Vororte der Kernstadt und biegt dann in Bögen nach Südosten ab. Danach wird die Nationalstraße 10 gekreuzt. Der letzte Abschnitt der Autobahn läuft durch eine flache landwirtschaftlich genutzte Fläche mit vielen kleinen Städten. Die Autobahn endet südlich von Kaohsiung in der Gemeinde Linbian.

## Geschichte
Bald nach der Eröffnung der Nationalstraße 1, der ersten Autobahn Taiwans im Jahr 1978 war diese überlastet, da die Mehrheit der Menschen in Taiwan in der Nähe dieser Autobahn leben. Mitte der 80er Jahre wurde klar, dass eine zweite Autobahn notwendig war. Im Jahr 1987 wurde entschieden, diese zu bauen und kurz darauf würde mit dem Bau der Nationalstraße 3 begonnen. Der erste Abschnitt, die Strecke zwischen Keelung und Taipeh wurde 1993 eröffnet. In den Jahren 1996 und 1997 eröffnete der Bypass Taipeh und die meisten Abschnitte der Nationalstraße 3 wurden für den Verkehr freigegeben. Zwischen 2000 und 2004 wurden die restlichen Teile der Straße eröffnet.

## Eröffnungsdaten der Autobahn
| von                         | nach                        | Länge | Datum              |
| --------------------------- | --------------------------- | ----- | ------------------ |
| Expressway 64               | Autobahn (Nationalstraße) 1 | 65 km | 28. August 1993    |
| Autobahn (Nationalstraße) 1 | Xiangshan                   | 9 km  | 14. Februar 1996   |
| Autobahn (Nationalstraße) 1 | Taipei                      | 10 km | 21. März 1996      |
| Taipei                      | Expressway 64               | 15 km | 24. August 1997    |
| Autobahn (Nationalstraße) 8 | Jiurou                      | 45 km | 10. Oktober 1998   |
| Shanhua                     | Autobahn (Nationalstraße) 8 | 6 km  | 30. Dezember 1999  |
| Expressway 2                | Autobahn (Nationalstraße) 1 | 10 km | 31. Januar 2000    |
| Zhushan                     | Shanhua                     | 97 km | 27. Januar 2001    |
| Xiangshan                   | Miaoli                      | 21 km | 27. Dezember 2001  |
| Miaoli                      | Tongxiao                    | 14 km | 4. Mai 2002        |
| Caotun                      | Zhushan                     | 26 km | 7. Juni 2002       |
| Autobahn (Nationalstraße) 4 | Longjing                    | 13 km | 11. Oktober 2002   |
| Tongxiao                    | Autobahn (Nationalstraße) 4 | 25 km | 17. Januar 2003    |
| Expressway 74               | Caotun                      | 15 km | 17. Januar 2003    |
| Jiurou                      | Linluo                      | 16 km | 30. September 2003 |
| Linluo                      | Linbian                     | 23 km | 10. Januar 2004    |
| Longjing                    | Expressway 74               | 20 km | 11. Januar 2004    |

## Verkehrsaufkommen
Im Jahr 2009 waren rund 44.000 Fahrzeuge täglich bei Keelung auf der Autobahn, die in Richtung Taipeh auf einem Höchststand von 185.000 Fahrzeugen ansteigt. Der mittlere Teil ist mit 70.000 bis 100.000 Fahrzeugen pro Tag belastet. Der südlichste Teil sind es nur noch 40.000 Fahrzeuge pro Tag.

## Ausbau der Fahrbahnen
| von               | nach              | Km     | Fahrspuren |
| ----------------- | ----------------- | ------ | ---------- |
| Keelung           | Provinzstraße 64  | 36 km  | 2 × 3      |
| Provinzstraße 64  | Nationalstraße 2  | 18 km  | 2 × 4      |
| Nationalstraße 2  | Nationalstraße 10 | 329 km | 2 × 3      |
| Nationalstraße 10 | Linbian           | 48 km  | 2 × 2      |